# قیمت (فیلم ۱۹۲۴)
«قیمت» (انگلیسی: The Price (1924 film)) فیلمی در ژانر درام است که در سال ۱۹۲۴ منتشر شد.